# Hôtel Fleury de Villayer
L'hôtel Fleury de Villayer (ou hôtel Droz des Villars) est un hôtel particulier situé à Besançon dans le département du Doubs.
Les façades sur cour et sur rue font l’objet d’une inscription au titre des monuments historiques depuis le 21 octobre 1937.
Les toitures font l’objet d’une inscription au titre des monuments historiques depuis le 18 février 1942.

## Localisation
L'édifice est situé au 26 rue Chifflet dans le quartier de la Boucle de Besançon.

## Histoire
En 1759, l'hôtel est achevé. Les plans ont été dessinés par l'architecte bisontin Jean-Charles Colombot pour Claude-François Renouard de Fleury-Villayer, un notable local.
Lors de la révolution française, l'hôtel est utilisé comme prison et au XIXe siècle, l'hôtel passe aux mains de la famille Droz des Villars.

## Architecture

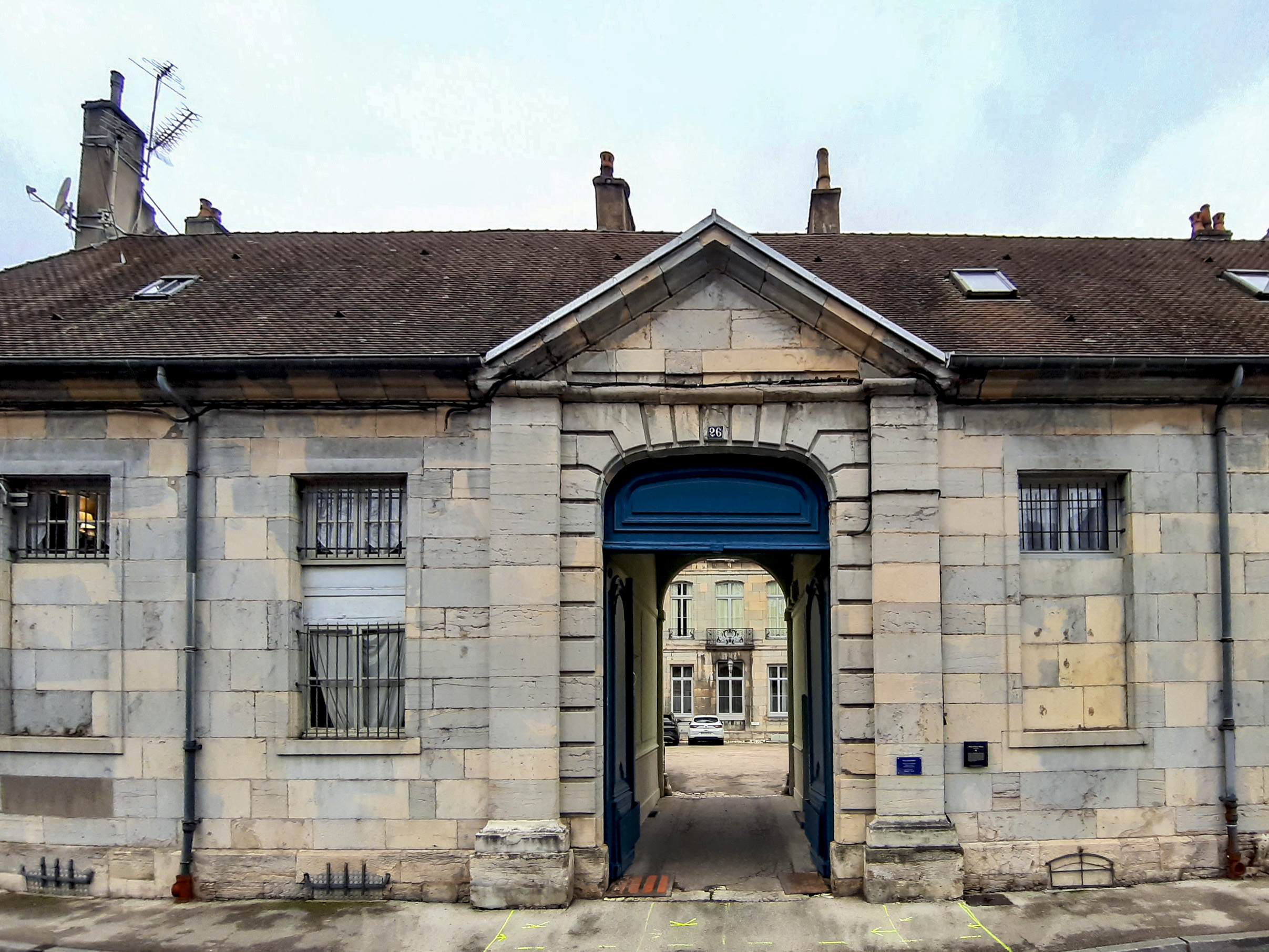
Portail de l'hôtel donnant sur la rue Chifflet.

De plan régulier en « U », l'hôtel est en pierre de taille. 
La façade principale s'orne de beaux appuis de fenêtre ainsi que d'un fronton aux armoiries martelées des premiers occupants.